# (38072) 1999 GO11
1999 GO11 (asteroide 38072) é um asteroide da cintura principal. Possui uma excentricidade de 0.17850410 e uma inclinação de 4.22883º.
Este asteroide foi descoberto no dia 11 de abril de 1999 por Spacewatch em Kitt Peak.